# Vida (revista)
Vida fou una revista editada a La Corunya entre 1920 i 1921.
Subtitulada Revista mensual ilustrada, aparegué en juliol de 1920. De periodicitat irregular, era dirigida per Jacobo Casal que també n'era el gerent. Tenia un disseny avantguardista i de gran qualitat, incloïa articles de literatura, art, història, música, viatges i esports. Entre els seus col·laboradors hi figuraren Ramón Fernández Mato, Valentín Paz Andrade, Ángel Ferrant, Ángel del Castillo, José Calviño Domínguez, Alfonso Mosquera, Julio Wonenburger, Arturo Taracido i Roberto Novoa Santos i fou il·lustrada per Barradas, Francisco Miguel, Luís Huici, Núñez Carnicer i Vázquez Díaz. Va mantenir una secció fixa "Libros nuevos" en la que aparegueren referències a escriptors gallecs. Publicà la tragèdia Os homildes de Leandro Carré Alvarellos. Se'n van publicar cinc números, cessant la seva publicació en setembre de 1921. Alguns autors la consideren un precedent d' Alfar.